# Schörfling am Attersee
Schörfling am Attersee ist eine Marktgemeinde in Oberösterreich im Bezirk Vöcklabruck im Hausruckviertel mit 3528 Einwohnern (Stand 1. Jänner 2024). Der zuständige Gerichtsbezirk ist Vöcklabruck.

## Geographie
Schörfling am Attersee liegt auf 512 m ü. A. Höhe im Hausruckviertel. Die Ausdehnung beträgt von Nord nach Süd 7,7 km, von West nach Ost 5,9 km. Die Gesamtfläche beträgt 23,23 km².
Schörfling liegt am nordöstlichen Ende des Attersees und an seinem Abfluss, der Ager.
Die Gesamtfläche der Gemeinde ist folgendermaßen aufgeteilt:

### Gemeindegliederung
Das Gemeindegebiet umfasst folgende Ortschaften (in Klammern Einwohnerzahl Stand 1. Jänner 2024):
- Fantaberg (79)
- Kammer (505)
- Marktwald (23)
- Moos (86)
- Niederham (54)
- Oberhehenfeld (877)
- Schörfling (1667)
- Steinbach (60)
- Sulzberg (134)
- Wörzing (43)

### Nachbargemeinden
|                        | Lenzing an der Ager                         |                  |
| Seewalchen am Attersee | Kompassrose, die auf Nachbargemeinden zeigt | Aurach am Hongar |
| Berg im Attergau       | Weyregg am Attersee                         |                  |

Die Grenze zu Berg im Attergau ist etwa 300 m lang und verläuft im Attersee, eine Landgrenze besteht nicht.

## Geschichte
Frühgeschichte
Am Nordufer des Attersee liegt Schörfling. Für die frühgeschichtliche Besiedelung des Attergaues legen die Überreste der Pfahlbautenkulturen am See, die um 3750 v. Chr. entstanden sind, bedeutende Zeugnisse ab. Die langsame Christianisierung des Gebietes dürfte schon in der Spätzeit des römischen Imperiums begonnen haben, das durch die Einnahme des keltischen Königreiches Noricum im Jahre 15 v. Chr. seine Grenzen bis zur Donau vorgeschoben hatte.

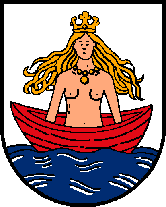
Flavia

Eine einheimische Sage berichtet von einem römischen Patrizier, der einen Landsitz am Attersee besessen habe, an der Stelle des heutigen Schlosses Kammer. Als seine Tochter Flavia zur Erziehung in Rom weilte, kam sie mit dem Christentum in Berührung. Nach Hause zurückgekehrt, wollte Flavia ihrem neuen Glauben nicht entsagen, daher ließ sie ihr Vater nackt an ein Schiffchen schmieden und die Ager hinabtreiben. Am Zusammenfluss von Traun und Ager konnte das Mädchen von Hirten gerettet werden. Heute erinnert an diese Sage noch das Markt- und Stiftswappen von Lambach, das Flavia im Schiff zeigt.
Mittelalter
Im 6. Jahrhundert nach Chr. drangen im Zuge der Völkerwanderung bajuwarische Siedler in das Gebiet des heutigen Oberösterreich vor, das in der Folgezeit Kerngebiet des bayerischen Stammesherzogtums wurde. Wie viele Orte der Umgebung trägt Schörfling einen Namen bayerischen Ursprungs. Seit dem 7. Jh. breitete sich bei den Bajuwaren das Christentum aus, verkündet von den aus der römischen Zeit herrührenden Restchristengemeinden und von Missionaren aus dem Frankenreich und aus Irland. Zur Festigung der christlichen Religion und im Dienste des Landesausbaus stiftete Herzog Odilo im Jahre 748 das Kloster Mondsee. Als Karl der Große 778 den Herzog Tassilo absetzt, fällt natürlich auch alles Eigentum an die Franken, die Domäne Aterhofen (heutiges Attersee) wird fränkisches Krongut. In einer Schenkungsurkunde für den Konvent findet Schörfling 803 erstmals als „sceroluingen“ schriftlich Erwähnung.
Schörfling unterstand bis 1200 der Pfarre Altmünster. Das genaue Gründungsdatum der Schörflinger Pfarrei ist nicht überliefert, darf aber wohl für das 12. Jahrhundert, das im damals hier zuständigen Bistum Passau den umfassenden Ausbau der Pfarrorganisation erlebte, angenommen werden. 1221 kam die Pfarre als Lehen an das mächtige Geschlecht der Schaunberger, die von der benachbarten Seefeste Kammer ihre Herrschaft über den Attergau ausübten. Im Jahre 1260 wird zum ersten Mal ein Pfarrer namens Konrad von Schörfling erwähnt. 1383 kommt das „Kirchenlehen von Schirflingen“ an das Haus Habsburg, das es 200 Jahre später an das Geschlecht der Khevenhüller abtritt.
Im späten Mittelalter hatte der Ort wirtschaftlich an Bedeutung gewonnen; 1499 wurde er zum Markt erhoben und die Bevölkerungszahl wuchs stetig an. Aber auch in Schörfling war das Leben damals von bäuerlichen Unruhen geprägt. Die Bauern, die zum Teil noch in Leibeigenschaft lebten, begehrten gegen ihre Grundherren auf, da sich ihre wirtschaftliche Lage zusehends verschlechterte.
Reformation
Einen Ausweg aus ihrer Notlage erhofften die Einwohner von Schörfling von der Reformationsbewegung Martin Luthers. Die Gemeinde schloss sich daher zeitweise der neuen Lehre an. Im Zuge der Gegenreformation wurde jedoch vom Patronatsherrn, Franz Christoph Khevenhüller, ein katholischer Geistlicher eingesetzt, und die Pfarrgemeinde kehrte zu ihrem alten Bekenntnis zurück. Durch die neu belebte Marienverehrung und die Errichtung einer Loretokapelle an der Pfarrkirche entwickelte Schörfling von neuem tiefes katholisches Glaubensleben, wurde im 17. Jahrhundert sogar noch zum Ziel von Wallfahrten, die erst in der Aufklärung (1787) ein Ende fanden. Damals kam es auch im kirchlichen Bereich zu einer großen Umstrukturierung. Im Jahre 1785 wurden die seit mehr als 1000 Jahren zur Diözese Passau gehörigen österreichischen Donaulande vom Mutterbistum abgetrennt und den neu errichteten Landesbistümern zugewiesen; für Oberösterreich entstand dabei die Diözese Linz. Bei der Neuordnung der Dekanate wurde Schörfling Sitz eines Dekanats, das auch heute noch 11 Pfarreien umfasst.

### Bevölkerungsentwicklung
1991 hatte die Gemeinde laut Volkszählung 3059 Einwohner, 2001 dann 3165 Einwohner.

## Kultur und Sehenswürdigkeiten

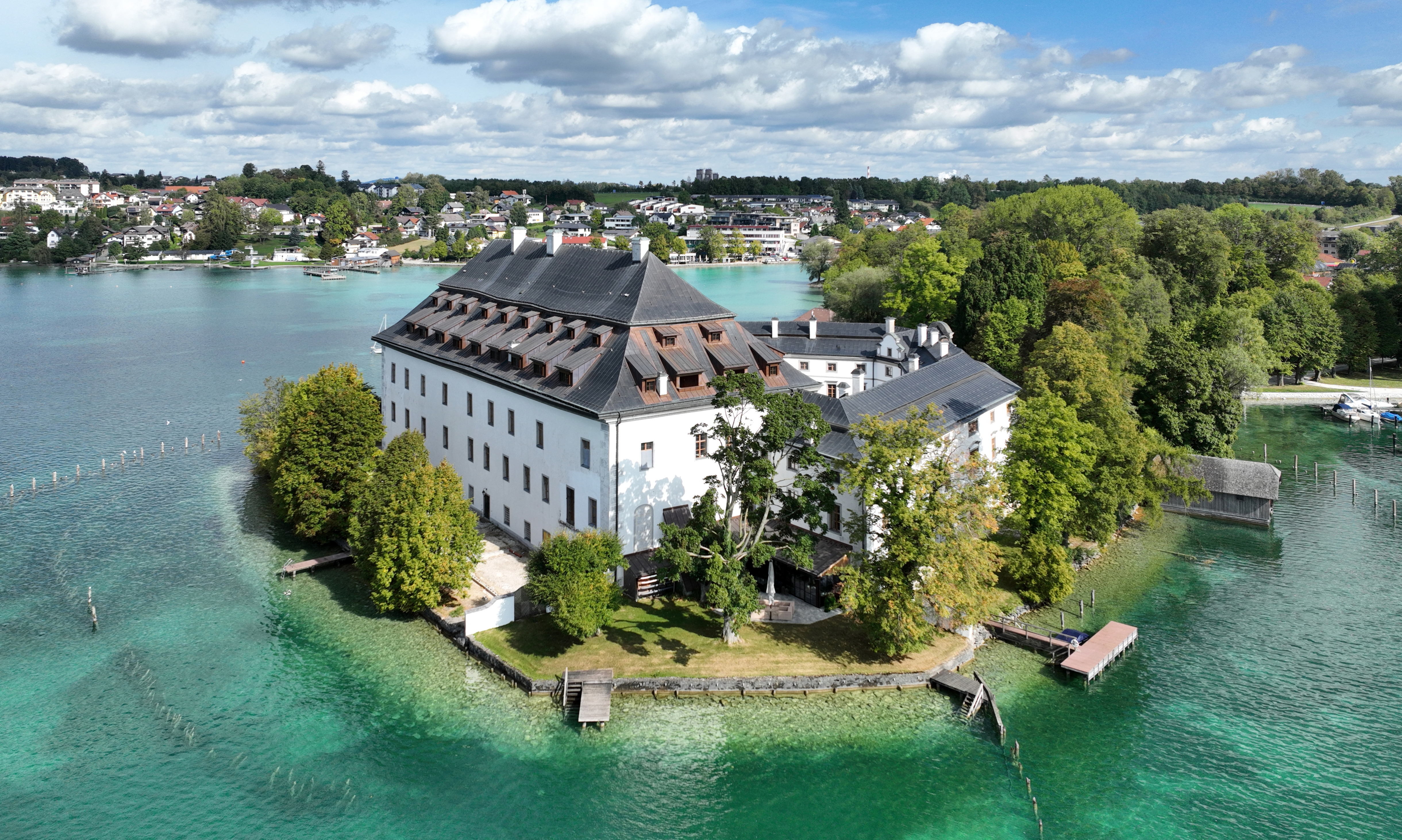
Schloss Kammer

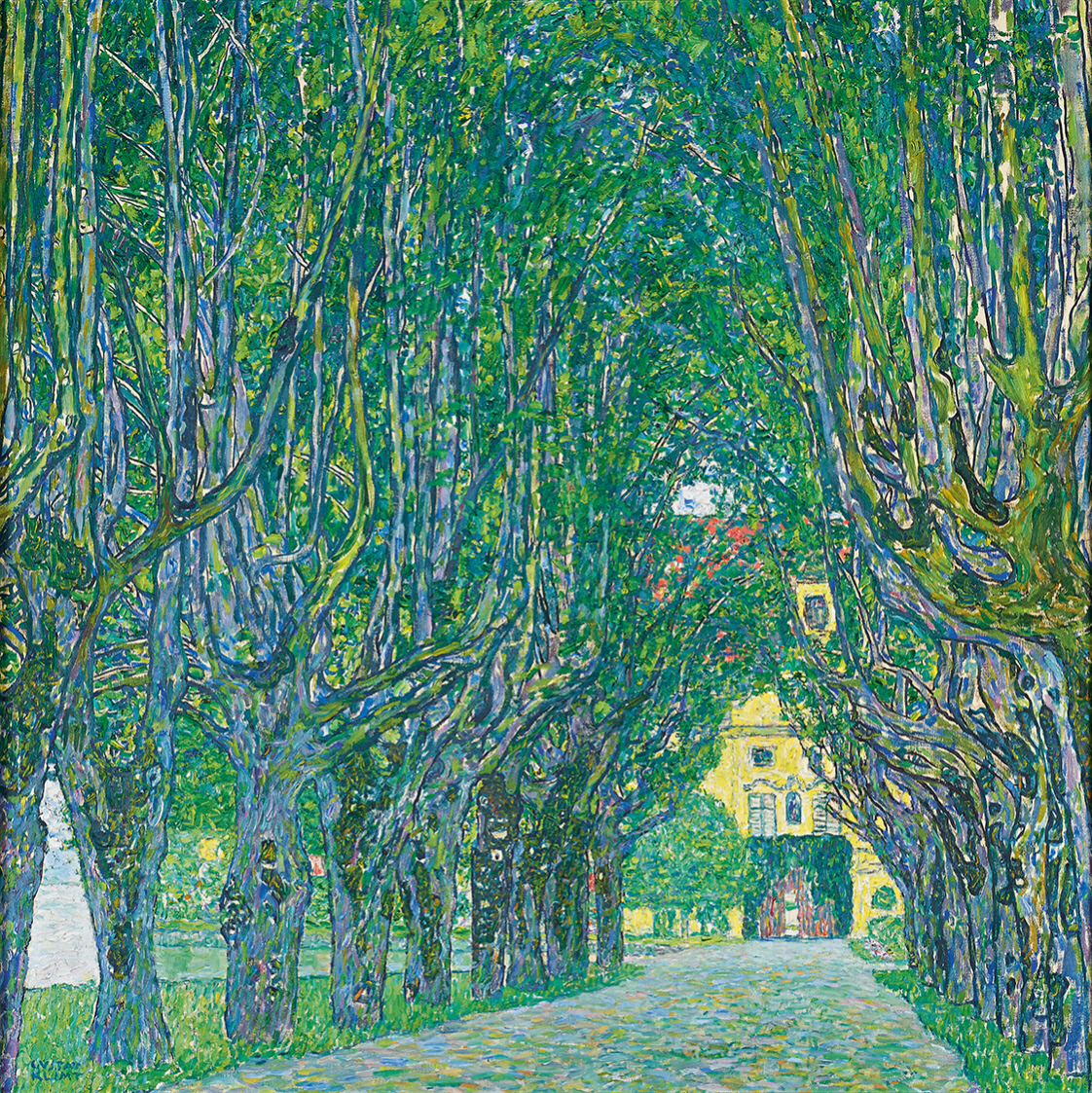
Gustav Klimt: Weg im Park von Schloss Kammer, 1912

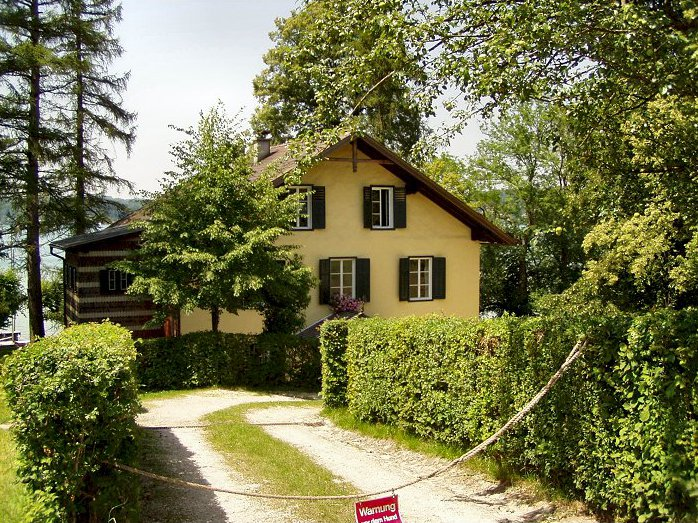
Villa Oleander, 2007

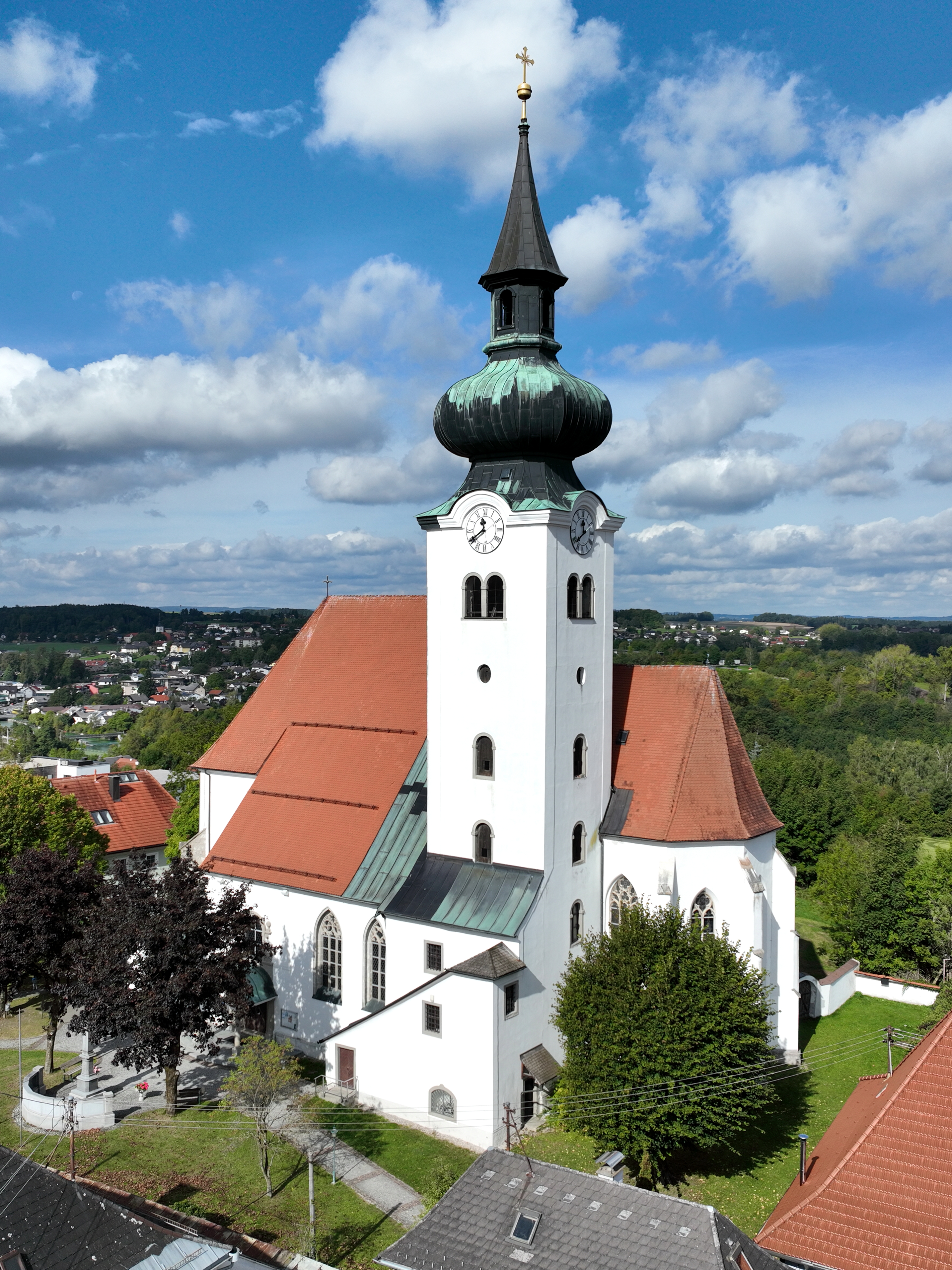
Pfarrkirche hl. Gallus

- Schloss Kammer: Dereinst auf einer Insel gelegen, steht der massive, rechteckige, dreigeschoßige Bau heute „nur“ mehr auf einer Halbinsel. Zwei niedrige Seitenflügel umschließen einen Hof. Der erste Besitzer ist Haidfalk von Chammer im Jahr 1165. Ab 1200 erhob sich hier eine wehrhafte Feste, die den Schaunbergern gehörte und als deren Lehen zum Mittelpunkt des Attergaues wurde. Später wechselte der Besitz zu den Wallseern, den Habsburgern und den Khevenhüllern. Die Verbindung zur Insel wurde aufgeschüttet, die Burg wandelte sich zum Schloss. Bis Anfang der 90er war das Schloss im Besitz der Jeszensky, die auch den angrenzenden Meierhof bewirtschaftete. Ende der Neunziger wechselte der Besitz an die ehemalige Olympiasiegerin im Dressurreiten (Moskau 1980) Sissy Max-Theurer, die das zu verfallen drohende Schloss renovierte.
- Pfarrkirche Schörfling: Ursprünglich wollten die ersten Christen in dieser Gegend die Kirche in Hainbach (ehem. Pfarre Schörfling, heute Aurach) erbauen. Aber über Nacht war der Grundstein verschwunden. So wurde ein neuer Grundstein behauen und gesetzt. Aber auch der war am nächsten Morgen nicht mehr in der Erde. Als das ein drittes Mal geschehen war, wurde der Grundstein auf ein Ochsengefährt geladen. Dem Ochsengespann ließ man freien Lauf. Sie blieben am höchsten Punkt in Schörfling stehen. An dieser Stelle wurde die Schörflinger Pfarrkirche errichtet. Die Pfarrkirche zum hl. Gallus ist ein hoher spätgotischer Bau mit drei Mittelpfeilern. Gebaut haben soll sie Stefan Wultinger; viel früher hatten hier aber Mönche aus St. Gallen ein Gotteshaus errichtet. Am ersten Mittelpfeiler befindet sich ein spätgotisches Relief des hl. Nikolaus. Zu seinen Füßen ist ein Wappen mit gekreuzten Ruderblättern angebracht, das ihn als Patron der Schiffer und Flößer ausweist. Die spätgotische Eingangshalle wurde in der Barockzeit zum Haupteingang der Kirche umgestaltet. An der rechten Wand der Eingangshalle ist ein Totenschild des Freiherrn von Egg und Hungersbach angebracht. Der Totenschild ist reich verziert und trägt die Inschrift: „Hie ligt begraben der Wolgeborn her her Volckhart Freyher zu Egg … und der Windischen March, der gestorben ist den 24. Dezember Anno 1608.“ Das Anbringen von Totenschilden neben Epitaphien geht bis in das Mittelalter zurück und war dem Adel vorbehalten. Im konfessionellen Zeitalter häufte sich dieser Brauch, weil es – zumal in kleineren Kirchen – nicht möglich war, jedem Adeligen ein Hochgrab zu errichten. Der Totenschild erwuchs aus der germanischen Sitte, Toten Waffen mit in das Grab zu geben oder am Grab aufzuhängen. Anstelle des Kampfschildes wurde etwa ab 1400 der Totenschild in Scheibenform geschaffen.
- Loretokapelle: Die Loretokapelle wurde 1638 erbaut. Um das eigentliche Gnadenhäuschen am Westrand der Pfarrkirche befand sich ein geschlossener Kreuzgang, der für sich wieder eine Kapelle über und um die Gnadenkapelle bildete, die 1787 abgebrannt ist und daraufhin nicht wiedererrichtet wurde. Die Kapelle enthielt den Kultgegenstand der Statue Maria Loreto.
- Gustav Klimt Themenweg: Gustav Klimts Entdeckung des Attersees als Refugium für die Sommerfrische begann im Sommer 1900, fast 50 Jahre nach den ersten touristischen Impulsen in dieser Region. In den Jahren 1908–1912 war er in der Villa Oleander im Ortsteil Kammer zu Gast. In dieser Zeit schuf der Künstler 11 Landschaftsgemälde mit Motiven vom Attersee. Die Villa Oleander wurde 1879 von der damaligen Besitzerin von Schloss Kammer, der letzten Gräfin Khevenhüller, errichtet und in den Sommermonaten vermietet. Vom Bootshaus der Villa malte der Künstler u. a. in vier Bildvarianten das Schloss Kammer. Bei einer Wanderung am Gustav Klimt Themenweg, die entlang der Promenade in Kammer-Schörfling und in Seewalchen verläuft, erhalten Besucher einen Überblick zu Klimts Leben und Werk sowie zu den Motiven seines Schaffens in der Umgebung seiner Sommerdomizile Villa Paulick und Villa Oleander am Nordufer des Attersees.[3]
- Gustav Klimt Zentrum (bisher geöffnet im Sommerhalbjahr, seit 22. Oktober 2022 möglicherweise auf Dauer geschlossen[4]) auf: Anlässlich des 150. Geburtstages des Jugendstilkünstlers eröffnete das Gustav Klimt Zentrum am 14. Juli 2012 in prominenter Lage an der vom Künstler gemalten Schlossallee in Kammer-Schörfling. Das Klimt-Zentrum mit Shop und Café etablierte sich seither als attraktiver Treffpunkt für regionale Besucher und internationale Gäste.[5][6] Die multimedial gestaltete Ausstellung mit eigenem Kino, Multimedia-Touchscreens und einem Salzkammergut-Panorama in Kooperation mit dem Filmarchiv Austria dokumentiert in einer abwechslungsreichen Zusammenstellung von originalen und faksimilierten Objekten Gustav Klimts Schaffen und Leben als „Sommerfrischler“ in den Jahren 1900–1916 sowie den gesellschaftlichen Kulturtourismus der Jahrhundertwende am Attersee und in der Reichs- und Residenzstadt Wien. Im Fokus der permanenten Ausstellung stehen dabei biografisch prägende und künstlerische Meilensteine im Leben und Schaffen des Künstlers: Familie, Frauen, Skandale, Erotik, Sommerfrische und honorige Aufträge. Darüber hinaus wird besonders der einzigartige, unmittelbar an der Lindenallee von Schloss Kammer gelegene Standort des Klimt-Zentrums thematisiert, denn nur dieses Motiv des Schlossparks inspirierte Klimt allein zu sechs Landschaftsgemälden.[7]

Regelmäßige Veranstaltungen
- Am Wochenende nach dem Sankt Gallus Tag, dem 16. Oktober, findet jährlich ein Kirtag, der Gallusmarkt statt.

## Wirtschaft und Infrastruktur
Die verkehrsgünstige Lage an der Westautobahn begünstigt die Ansiedlung von Firmen. Es stehen dafür zwei Gewerbegebiete bereit.

### Verkehr
- Straße: Durch das Gemeindegebiet von Schörfling führt die Westautobahn, hier bei km 232 besteht eine Halbanschlussstelle aus und nach Richtung Wien. (Der nahe Exit234 Seewalchen bedient beide Richtungen.) Die Seeleiten Straße zweigt in Seewalchen von der Attersee Straße ab und führt über Schörfling entlang des Ostufers des Attersees Richtung Süden nach Unterach, wo sie wieder in die Attersee Straße mündet.
- Eisenbahn: Der Bahnhof Kammer-Schörfling ist Endpunkt der Kammererbahn von Vöcklabruck nach Schörfling. Der Endpunkt wurde April/Juni 2014 um rund 500 m zurückgenommen, womit der unmittelbare Seeanschluss verloren ging, jedoch die Querung der Seeleitenstraße eingespart und der Anschluss an die Bushaltestelle unmittelbar hergestellt wurde.
- Bus: Eine Buslinie verbindet Schörfling mit Vöcklabruck, Attnang-Puchheim und Schwanenstadt.
- Schiff: Während der Sommersaison legen Linienschiffe der Attersee-Schifffahrt an der Anlegestelle Kammer an.

### Bäder und Badeplätze
- Pfahlbaudorf Kammer – Freibad Manfred Gebetsroither, Seestraße
- Seebad Schönauer Schörfling – Attersee Bädercard, Dr.-Hauttmann-Straße 9
- Schörfling-Surfplatz, Badeplatz der Bundesforste
- Schörfling-Schlosspromenade, Badeplatz der Bundesforste
- Agerbad Stabauer, Flussbadeplatz am rechten Ufer der Ager, Lederergasse[8]

### Bildung
- Kindergarten
- Volksschule
- Neue Mittelschule

## Politik
Der Gemeinderat hat 25 Mitglieder.
- Mit den Gemeinderats- und Bürgermeisterwahlen in Oberösterreich 2003 hatte der Gemeinderat folgende Verteilung: 13 SPÖ, 9 ÖVP und 3 FPÖ.
- Mit den Gemeinderats- und Bürgermeisterwahlen in Oberösterreich 2009 hatte der Gemeinderat folgende Verteilung: 14 SPÖ, 7 ÖVP und 4 FPÖ.
- Mit den Gemeinderats- und Bürgermeisterwahlen in Oberösterreich 2015 hatte der Gemeinderat folgende Verteilung: 10 SPÖ, 7 ÖVP, 5 FPÖ und 3 GRÜNE.
- Mit den Gemeinderats- und Bürgermeisterwahlen in Oberösterreich 2021 hat der Gemeinderat folgende Verteilung: 11 SPÖ, 6 ÖVP, 4 FPÖ und 4 GRÜNE.[9]

### Bürgermeister
- 2003–2021 Gerhard Gründl (SPÖ)[10]
- seit 2021 Gerhard Gründl jun. (SPÖ)

### Wappen
Offizielle Beschreibung des Gemeindewappens: In Blau auf grünem Dreiberg ein silberner Turm mit schwarz geöffnetem Rundbogentor, darüber ein rot-weiß-rotes Schildchen sowie drei nebeneinanderstehende Schießlöcher und drei rot bedachte Zinnen; beiderseits des Turmes über dem Dreiberg ein silbernes, blau gewelltes Wasser.
Das Marktwappen wurde Schörfling 1567 von Kaiser Maximilian II. verliehen. Der Turm mit dem Bindenschild verweist auf Schloss Kammer, damals landesfürstlicher Besitz. Die Wellen symbolisieren die Lage am Attersee.

### Gemeindepartnerschaften
- Wanfried in Hessen, Deutschland

## Persönlichkeiten

### Söhne und Töchter der Gemeinde
- Hubert Kuich (1905–1940), SA-Oberführer[12]
- Volker Duschner (1945–2022), deutscher Fechtsportler und Lehrer
- Michi Gaigg (* 1957), Leiterin des L’Orfeo Barockorchesters und Intendantin der Donaufestwochen
- Robert Steiner (* 1969), Moderator, Schauspieler, Sänger und Unternehmer

### Ehrenbürger der Gemeinde
- Josef Wenger (1840–1903), Gründer der Freiwilligen Feuerwehr Schörfling und des Verschönerungsvereins

### Personen mit Bezug zur Gemeinde
- Gustav Klimt (1862–1918), Maler, Vertreter des Wiener Jugendstils
- Richard Teschner (1879–1948), Maler, Grafiker, Bildhauer und Puppenspieler, Mitglied der Wiener Werkstätte
- Käthe Dorsch (1890–1957), Schauspielerin, besaß seit 1938 die Dorschvilla. Nach ihr ist der Käthe-Dorsch-Weg in Schörfling benannt.